# Anagram

Animovaná ukázka anagramu (přesmyčky) anglických slov Listen a Silent (poslouchat/naslouchat, tichý/mlčící)

Anagram neboli přesmyčka je slovo či více slov, která vzniknou z původního slova či více slov tak, že se použijí všechna písmena v původním výrazu obsažená a změní se jejich pořadí. Často se přitom nedbá na diakritiku.
Přesmyčky patří mezi oblíbené hlavolamy.

## Příklady
- anagrams – ars magna (latinsky velké umění)
- pekařství – přístavek
- reklama – makrela – karamel
- pěší toulka – koupaliště
- já lord Voldemort – Tom Rojvol Raddle (v anglickém originále: Tom Marvolo Riddle – I Am Lord Voldemort)
- plavecký stadion – ladné postavičky
- zdravý spánek – zvěrský nápad – prášek navždy
- hlavní město Praha – postihlá havranem – přesahovat lhaním – prohlásit neváhám – stíhán pohlavárem
- kotel – loket
- Clint Eastwood – Old West Action (anglicky „akce starého západu“)
- chleba – blecha
- Doctor Who – Torchwood (organizace ze jmenovaného seriálu)
- Jim Morrison – Mr. Mojo Risin' (v textu písně L.A. Woman stejnojmenného alba kapely The Doors)
- Elvira Lemon – Elena Rimlov (ze starého detektivního příběhu Smrt v Millet)
- Carmilla – Millarca – Mircalla (anagramy jména upírky z gotického románu Carmilla)
- Berckentin – Ritenbenck (zastaralé jméno grónské osady Appat)

## Metody hledání přesmyček
Vyhledávání přesmyček je zajímavou úlohou pro výpočetní techniku. Předpokladem je kvalitní databáze slov v daném jazyce. Základní algoritmus je jednoduchý – postupně se zkouší kombinovat různá slova z databáze (většinou jde o kombinace maximálně tří slov) a porovnává se, jestli je výsledná kombinace přesmyčkou původního výrazu. K porovnávání lze využít např. regulárních výrazů. Tato cesta sice vede k cíli, ale velice pomalu, protože kombinací může být obrovské množství a práce s řetězcovými proměnnými je pomalá. Existuje ale elegantní postup, jak úlohu převést na práci s celočíselnými proměnnými a na jednoduché matematické operace. Tento postup využívá malá prvočísla a jejich vlastnosti. Nejprve se každému znaku abecedy přiřadí jiné malé prvočíslo (např. A = 2, B = 3, C = 5, atd.). Pak se nahradí znaky v původním řetězci za příslušná prvočísla a udělá se jejich součin (např. ABBA = 2*3*3*2 = 36). Slova z databáze se převedou na čísla stejným postupem. Číslo příslušné víceslovné kombinaci dostaneme vynásobením čísel odpovídajících daným slovům. Výrazy, které jsou navzájem přesmyčkou mají takovýto součin stejný (např. BABA = 3*2*3*2 = 36 nebo BA BA = (3*2)*(3*2) = 36). Rozkladem čísla 36 na prvočinitele nahlédneme, že ten je tvořen právě prvočísly 2, 2, 3 a 3. Celý problém porovnávání se pak převede na jednoduché matematické operace – násobení, dělení a také modulo.
V praxi je však problém o dost složitější. Při delších výrazech se takovýmto násobením velice rychle narazí na horní limit velikosti celočíselné proměnné – ten se může lišit v různých programovacích jazycích, ale také může záviset na použitém operačním systému (32 bit / 64 bit). Vhodnými programátorskými postupy lze ale tento limit obejít a také omezit počet kombinací výstupních slov, které se porovnávají se vstupním řetězcem.